# Liste der Bodendenkmale in Welmbüttel
In der Liste der Bodendenkmale in Welmbüttel sind die Bodendenkmale der Gemeinde Welmbüttel nach dem Stand der Bodendenkmalliste des Archäologischen Landesamts Schleswig-Holstein von 2016 aufgelistet.
| Denkmal-ID           | Befundart           | Bezeichnung           | Zeitstellung                 | Lage | Bemerkungen | Bild |
| -------------------- | ------------------- | --------------------- | ---------------------------- | ---- | ----------- | ---- |
| aKD-ALSH-Nr. 000 383 | Grabmal > Grabhügel | Grabhügel „Rugenbarg“ | Vor- und/oder Frühgeschichte |      |             |      |
| aKD-ALSH-Nr. 000 384 | Grabmal > Grabhügel | Grabhügel             | Vor- und/oder Frühgeschichte |      |             |      |
| aKD-ALSH-Nr. 000 385 | Grabmal > Grabhügel | Grabhügel             | Vor- und/oder Frühgeschichte |      |             |      |
| aKD-ALSH-Nr. 000 386 | Grabmal > Grabhügel | Grabhügel             | Vor- und/oder Frühgeschichte |      |             |      |
| aKD-ALSH-Nr. 000 387 | Grabmal > Grabhügel | Grabhügel             | Vor- und/oder Frühgeschichte |      |             |      |
| aKD-ALSH-Nr. 000 388 | Grabmal > Grabhügel | Grabhügel             | Vor- und/oder Frühgeschichte |      |             |      |
| aKD-ALSH-Nr. 000 389 | Grabmal > Grabhügel | Grabhügel             | Vor- und/oder Frühgeschichte |      |             |      |
| aKD-ALSH-Nr. 000 390 | Grabmal > Grabhügel | Grabhügel             | Vor- und/oder Frühgeschichte |      |             |      |
| aKD-ALSH-Nr. 000 391 | Grabmal > Grabhügel | Grabhügel             | Vor- und/oder Frühgeschichte |      |             |      |
| aKD-ALSH-Nr. 000 392 | Grabmal > Grabhügel | Grabhügel             | Vor- und/oder Frühgeschichte |      |             |      |
| aKD-ALSH-Nr. 000 393 | Grabmal > Grabhügel | Grabhügel             | Vor- und/oder Frühgeschichte |      |             |      |
| aKD-ALSH-Nr. 000 394 | Grabmal > Grabhügel | Grabhügel             | Vor- und/oder Frühgeschichte |      |             |      |
| aKD-ALSH-Nr. 000 395 | Grabmal > Grabhügel | Grabhügel             | Vor- und/oder Frühgeschichte |      |             |      |